# Soterico

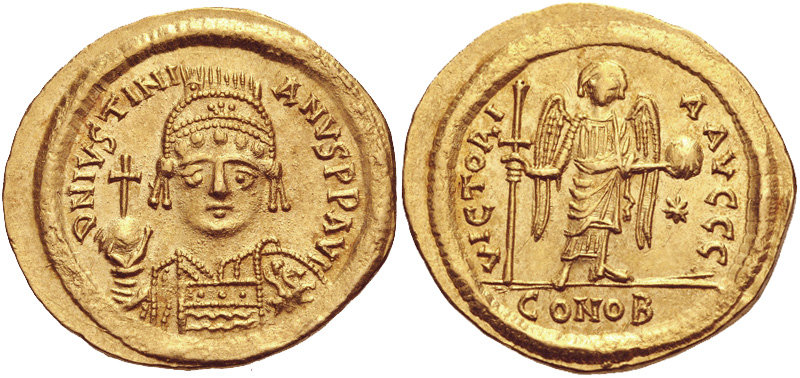
Soldo com efígie de Justiniano r.

Soterico (em latim: Soterichus) foi um oficial militar bizantino do século VI, ativo no reinado do imperador Justiniano (r. 527–565). Pai de Filágrio, Rômulo e Eustrácio, foi citado pela primeira vez em 556 quando, possivelmente como mestre dos soldados vacante (magister militum vacans), acompanhou o rei laze Tzácio II (r. 556–?) de Constantinopla para Lázica; nessa viagem levou consigo uma grande quantidade de ouro referente ao pagamento anual feito pelo imperador aos povos vizinhos.
De Lázica, partiu com seus filhos Filágrio e Rômulo à terra dos misimianos, onde foi suspeito de planejar render um dos fontes deles aos alanos. Os misimianos então enviaram-lhe dois de seus líderes, mas ele os tratou com desdém e abateu-os. Como repúdio pela ação, um ataque surpresa foi realizado no acampamento dele. Neste ataque, Soterico, seus filhos e seus seguidores foram mortos, enquanto o ouro foi levado pelos misimianos.